# História da Ucrânia

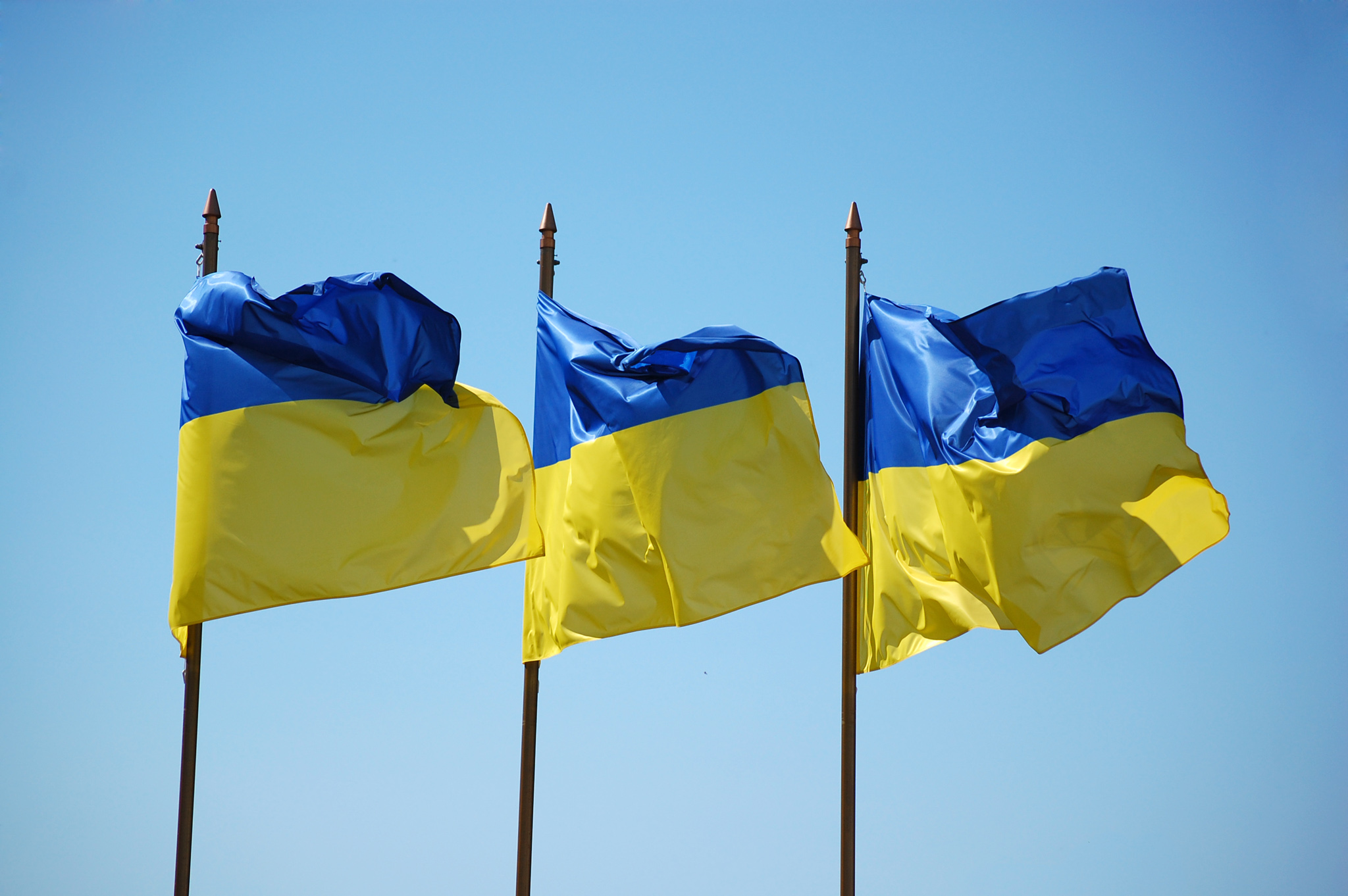
A bandeira moderna da Ucrânia, adotada em 1991.

Esta é a história da Ucrânia desde a pré-história, passando pelo surgimento do primeiro Estado eslavo oriental na região correspondente ao atual território ucraniano. Há um breve período de independência (1917-1921). Após a Revolução Russa, seguiu-se a absorção da Ucrânia pela União Soviética em 1922. As atuais fronteiras foram fixadas apenas em 1954. Recuperou sua independência em 1991, com a desintegração da URSS.

## Primórdios
Os primeiros casos de assentamento humano na Ucrânia recuam à quase 6.450 AP. A Cultura Cucuteni-Trypillian do Neolítico tardio surge em torno de 4.500-3.000 a.C. As populações da Cultura Cucuteni-Trypillian durante a Idade do Cobre, residiam na porção oeste do que hoje é a atual Ucrânia, enquanto que a Cultura Sredny Stog se localizava mais a leste, sendo que esta foi sucedida posteriormente no início da Idade do Bronze pela Cultura Yamna ("Kurgan") das estepes e pela Cultura Catacumba no terceiro milênio a.C.
Durante a Idade do Ferro, outros povos emergiram na região como os Dácios, Cimérios, Citas, Sármatas e outras tribos nômades. O Reino Cita existiu nessa região entre 750-250 a.C. Juntamente com as colônias da Grécia Antiga fundadas no século VI a.C. na costa nordeste do Mar Negro, as colônias de Tiras, Ólbia e Hermonassa, continuaram como cidades do Império Romano e Império Bizantino até o século VI
No século III, os Godos chegaram nas terras da Ucrânia em torno de 250-375, o qual eles chamaram de Aujo, correspondente á cultura arqueológica Cherniacove. Os Ostrogodos se estabeleceram na área, mas sob a influência dos Hunos a partir de 350 d.C. Ao norte do reino ostrogodo havia a Cultura de Kiev, florescendo entre os séculos II ao V, quando foram expulsos pelos Hunos. Após eles terem ajudado a derrotar os Hunos na Batalha de Nedau em 454, os Ostrogodos foram permitidos a se estabelecerem na Panónia.
Com o grande vácuo criado entre o fim do governo Huno e Godo, as tribos eslavas, possivelmente emergiram a partir da Cultura de Kiev, começando a expandir sobre o atual território da Ucrânia durante o século V e para os Bálcãs no século VI.
No século VII, o território da moderna Ucrânia era o centro do estado dos Protobúlgaros (também referido como Grande Bulgária Antiga) com sua capital na Fanagória. Ao final do século VII, a maior parte das tribos búlgaras migraram para diversas regiões e os que ficaram no estado foram absorvidos pelos Cazares, um povo semi-nômade da Ásia Central.
Os Cazares fundaram o Canato Cazar no sudeste do que hoje é parte da Europa, perto do Mar Cáspio e o Cáucaso. O reino incluía o oeste do Cazaquistão, parte do leste da Ucrânia, Azerbaijão, sul da Rússia e a Crimeia. Em torno de 800 d.C., o reino converteu ao Judaísmo.

## A Rússia de Kiev (800–1100)
Durante os séculos X e XI, o território da Ucrânia tornou-se o centro de um Estado poderoso e prestigioso na Europa, a Rússia de Kiev, o que estabeleceu a base das identidades nacionais ucraniana e das demais nações eslavas orientais nos séculos subsequentes (ex.: russos, ucranianos e bielorrussos). A capital do principado era Kiev, conquistada dos cazares por Ascoldo e Dir por volta de 860. Conforme a Crônica Nestoriana, a elite do principado era formada, de início, por varegues provenientes da Escandinávia que foram mais tarde assimilados à população local de modo a formar a dinastia ruríquida.

Rússia de Kiev

A Rússia de Kiev era formado por diversos domínios governados por príncipes ruríquidas aparentados. Kiev, o mais influente de todos os domínios, era cobiçada pelos diversos membros da dinastia, o que levava a enfrentamentos frequentemente sangrentos. A Era Dourada do principado coincide com os reinados de Vladimir, o Grande (r. 980–1015), que aproximou o seu Estado do cristianismo bizantino, e seu filho Jaroslau I, o Sábio (r. 1019–1054), que viu o principado atingir o zênite cultural e militar.
No século XII ocorreu um processo de fragmentação, apesar dos esforços em contrário durante os reinados de Vladimir II Monômaco (r. 1113–1125) e de seu filho Mistislau I (r. 1125–1132), após a morte daquele último, o território se desintegrou, com o surgimento de principados separados com sede em Kiev, Czernicóvia, Galícia e Vladimir-Susdália.
A invasão tártara-mongol do século XIII conferiu ao principado o golpe de misericórdia, do qual nunca se recuperaria.

## A Comunidade Polaco-Lituana (1300 - 1600)
Na região correspondente ao atual território da Ucrânia, sucedeu a Rússia de Kiev os Principados de Galícia e de Volínia, posteriormente fundidos no Estado de Galícia-Volínia. Em meados do século XIV, o Estado foi conquistado por Casimiro IV da Polônia, enquanto que o cerne da antiga Rússia de Kiev - inclusive a cidade de Kiev - passou ao controle do Grão-Ducado da Lituânia. O casamento do Grão-Duque Jagelão da Lituânia com a Rainha Edviges da Polônia pôs sob controle dos soberanos lituanos a maior parte do território ucraniano (Czernicóvia, Novogárdia Sevéria, Podólia, Kiev e uma grande parte da Volínia).

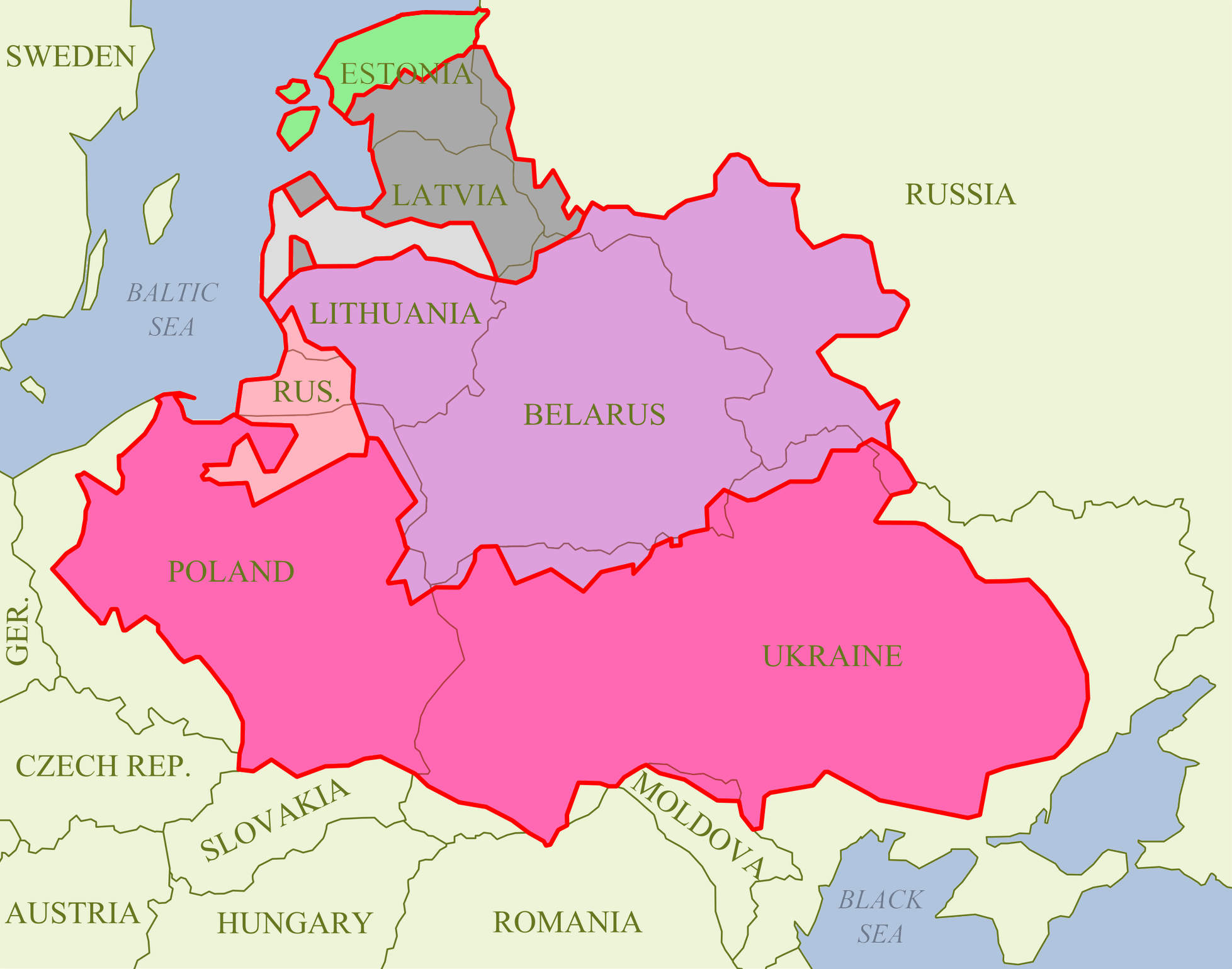
Mapa da República das Duas Nações com as principais subdivisões maiores depois da Paz de Deulino em 1618.
----
Reino da Polônia
Ducado da Prússia
Grão-Ducado da Lituânia
Ducado da Curlândia e Semigália
Ducado de Livônia
Livônia sueca e neerlandesa

Nessa época, a parte sul da Ucrânia (incluindo a Crimeia) era regida pelo Canato da Crimeia, enquanto que as terras a oeste dos Cárpatos eram dominadas pelos magiares desde de o século XI. No século XV, o povo ucraniano se distingue dos outros povos eslavos orientais (ex. russos e bielorrussos), que tiveram origem comum na Rússia de Kiev, eram o povo que habitava a região da fronteira (krai) com os poloneses.
Por força da União de Lublim, de 1569, que criou a Comunidade Polaco-Lituana, uma porção considerável do território ucraniano passou do controle lituano para o polonês, transferido para a coroa da Polônia. Sob pressão de um processo de "polonização", a maior parte da elite rutena (isto é, eslava ou eslavizada, mesmo que de origem lituana) converteu-se ao catolicismo. O povo, porém, manteve-se fiel à Igreja Ortodoxa, o que levou ao surgimento de tensões sociais demonstradas, por exemplo, pela União de Brest, de 1596, pela qual Sigismundo III Vasa tentou criar uma Igreja Católica Grega Ucraniana vinculada à Igreja Católica Romana. Os plebeus ucranianos, vendo-se sem a proteção da nobreza rutena - cada vez mais convertida ao catolicismo romano - voltou-se para os cossacos (fervorosamente ortodoxos) em busca de segurança.

## Os cossacos (1600 - 1800)
Ver: Razões que levaram os cossacos a revoltarem-se contra a República das Duas Nações e Revolta de Khmelnitski
Os cossacos em sua origem eram servos fugitivos de origem russa ou polonesa que se estabeleceram na Ilha de Hortitsa (ou Khortytsia) no Rio Dniepre, que entravam em constantes conflitos com as autoridade polonesas.

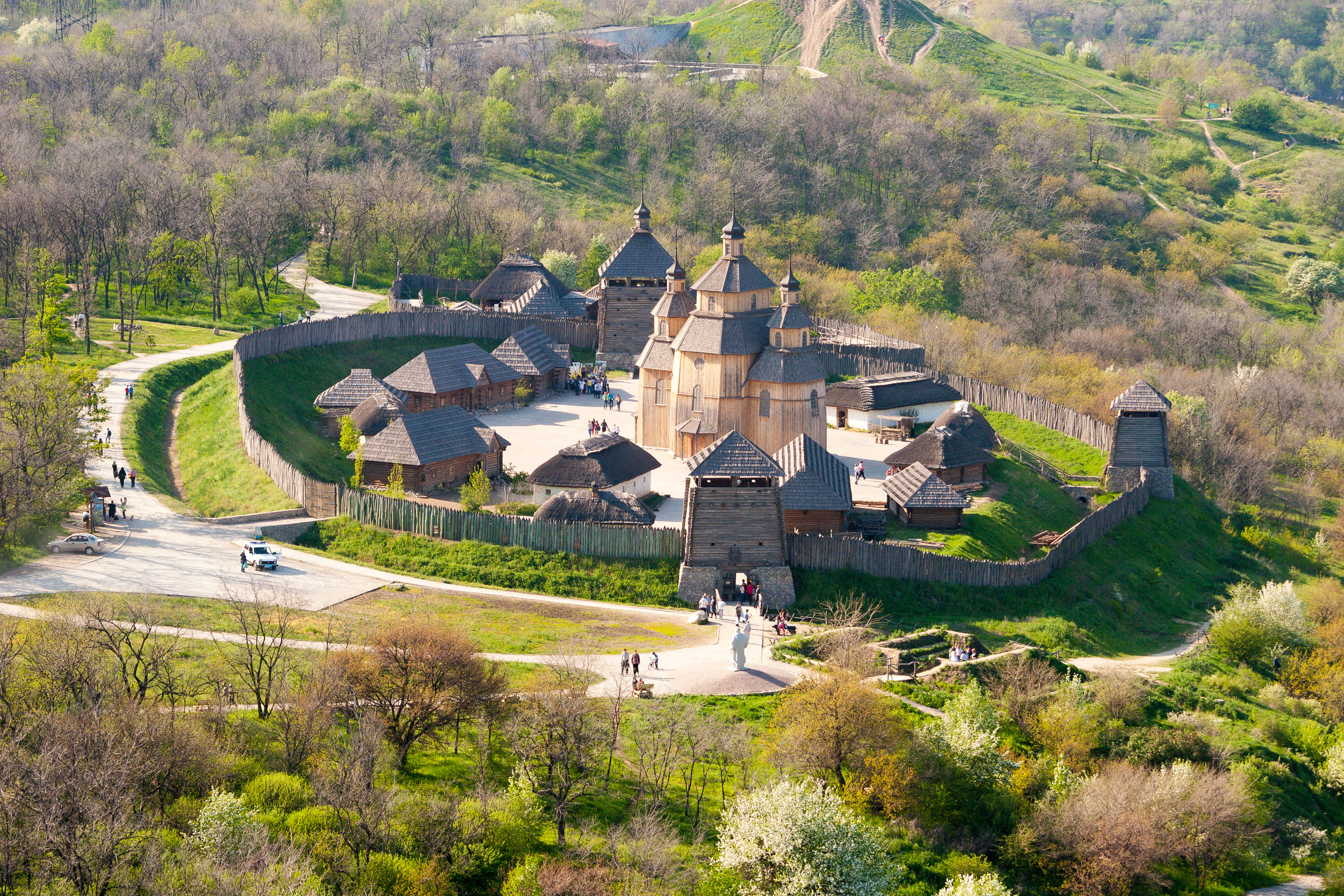
reconstrução da fortaleza cossaca

Em meados do século XVII, já existia um quase-Estado cossaco, o Zaporozhian Sich, foi criado pelos cossacos do Dniepre e pelos camponeses rutenos que fugiam da servidão polonesa. A Polônia não tinha o controle efetivo daquela área, hoje no centro da Ucrânia, que se tornou então um Estado autônomo militarizado, ocasionalmente aliado à Comunidade. Entretanto, a servidão do campesinato pela nobreza polonesa, a ênfase da economia agrária da Comunidade na exploração da mão-de-obra servil e, talvez a razão mais importante, a supressão da fé ortodoxa terminaram por afastar os cossacos e a Polônia. Assim, os cossacos voltaram-se para a Igreja Ortodoxa Russa, o que levaria eventualmente à queda da Comunidade Polaco-Lituana.
Em 1648, os cossacos, liderados por Bogdán Jmelnitski (ou Khmelnitski), deram início a uma grande rebelião (Insurreição de Khmelnitski) contra o Rei João II Casimiro, que levou à partilha da Ucrânia entre a Polônia e a Rússia, consolidada pelo Tratado de Pereiaslav (1654), no qual o czar se comprometeu a proteger o leste da Ucrânia dos poloneses.

territórios controlados pelos cossacos ucranianos no século XVIII

Nas antigas terras dos Cossacos zaporojianos destruídas pelo governo russo em 1775, surgiu a Nova Rússia, na qual surgiram novas cidades nos locais de antigos assentamentos cossacos: Ekaterinoslav (1776), Elisavetgrad, Kherson (1778), Odesa (1794) . Na segunda metade do século XVIII, o sul da Ucrânia tornou-se uma das principais fontes de trigo para o Império Russo. Todo o arquivo dos cossacos ucranianos liquidados, que consistia em 30.000 documentos que testemunham a história da Ucrânia nos séculos 16-18, foi armazenado por muito tempo na Fortaleza de Santa Isabel, até ser evacuado para Kiev em 1918. Foi desta fortaleza no final de maio de 1775 que um exército de 100.000 homens saiu e destruiu durar Sich (Fortificação cossaca) em 15 de junho. A Imperatriz Catarina II, em seu manifesto de 3 de agosto de 1775, anunciou que os cossacos ucranianos não existiam mais  .
Em 1783, o Canato da Crimeia foi anexado pela Rússia, que encerrou a dominação tártara na região.
Entre 1793 e 1795 ficou definida a partilha da Polônia entre a Prússia, a Áustria e a Rússia, que ficou inicialmente com os territórios situados à leste do Rio Dniepre, enquanto que a Aústria ficou com a Ucrânia Ocidental (com o nome de província da Galícia).
Em 1796, a Rússia passou a dominar também territórios a oeste do Rio Dniepre 

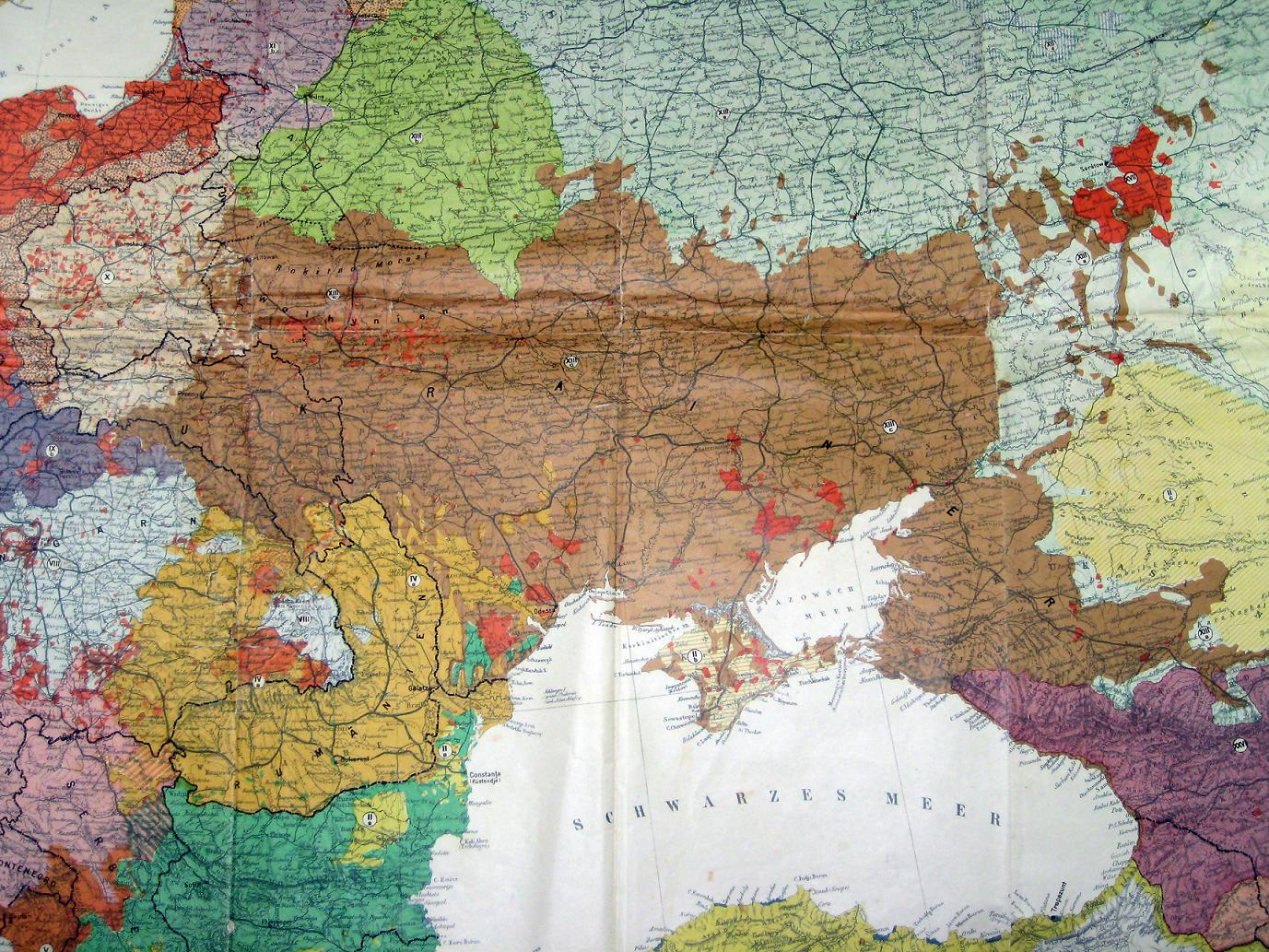
Território étnico ucraniano (onde a língua ucraniana era falada)

Em que pese o fato de que as promessas de autonomia da Ucrânia conferidas pelo tratado de Pereiaslav nunca se materializaram, os ucranianos tiveram um papel importante no seio do Império Russo, participando das guerras contra as monarquias europeias orientais e o Império Otomano e ascendendo por vezes aos mais altos postos da administração imperial e eclesiástica russa. Posteriormente, o regime tzarista passou a executar uma dura política de "russificação", proibindo o uso da língua ucraniana nas publicações e em público.

## A partilha e o advento dos soviéticos
Por meio do Tratado de Brest–Litovski, assinado no início de 1918, a União Soviética abriu mão de exercer soberania sobre grande parte do território ucraniano, mas esse Tratado foi anulado com a derrota dos Impérios Centrais, ao final da Primeira Guerra Mundial, e o território passou a ser disputado na Guerra Polaco-Soviética.
O colapso dos Impérios Russo e Austríaco após a Primeira Guerra Mundial, bem como a Revolução Russa de 1917, permitiram o ressurgimento do movimento nacional ucraniano em prol da auto-determinação em boa parte da Ucrânia.
Em fevereiro de 1917, com o fim do czarismo, o poder começou ser disputado entre o Governo Provisório de São Petersburgo e a Rada Central de Kiev. Em dezembro, após a tomada do poder pelos bolcheviques, o primeiro Congresso dos Sovietes da Ucrânia proclamou o domínio sobre as regiões mais a leste da Ucrânia, com sede em Carcóvia. Por outro lado, a Rada se aliou às tropas austro-alemãs que invadiram o país, na primavera de 1918.
Até 1920, a Ucrânia foi o campo de batalha da guerra entre o governo soviético e seus inimigos internos e externos, com o fracasso polonês na Ofensiva de Kiev (1920), ato final da Guerra Polaco-Soviética, em março de 1921, foi celebrada a Paz de Riga, entre a Polônia e os bolcheviques, que voltou a dividir a Ucrânia: a porção ocidental foi incorporada à nova Segunda República Polonesa e a parte maior, no centro e no leste, transformou-se na República Socialista Soviética Ucraniana, posteriormente unida à União das Repúblicas Socialistas Soviéticas, quando esta foi criada, em dezembro de 1922.
O ideal nacional ucraniano sobreviveu durante os primeiros anos sob os soviéticos. A cultura e a língua ucranianas conheceram um florescimento quando da adoção da política soviética de nacionalidades. Seus ganhos foram postos a perder com as mudanças políticas dos anos 1930.

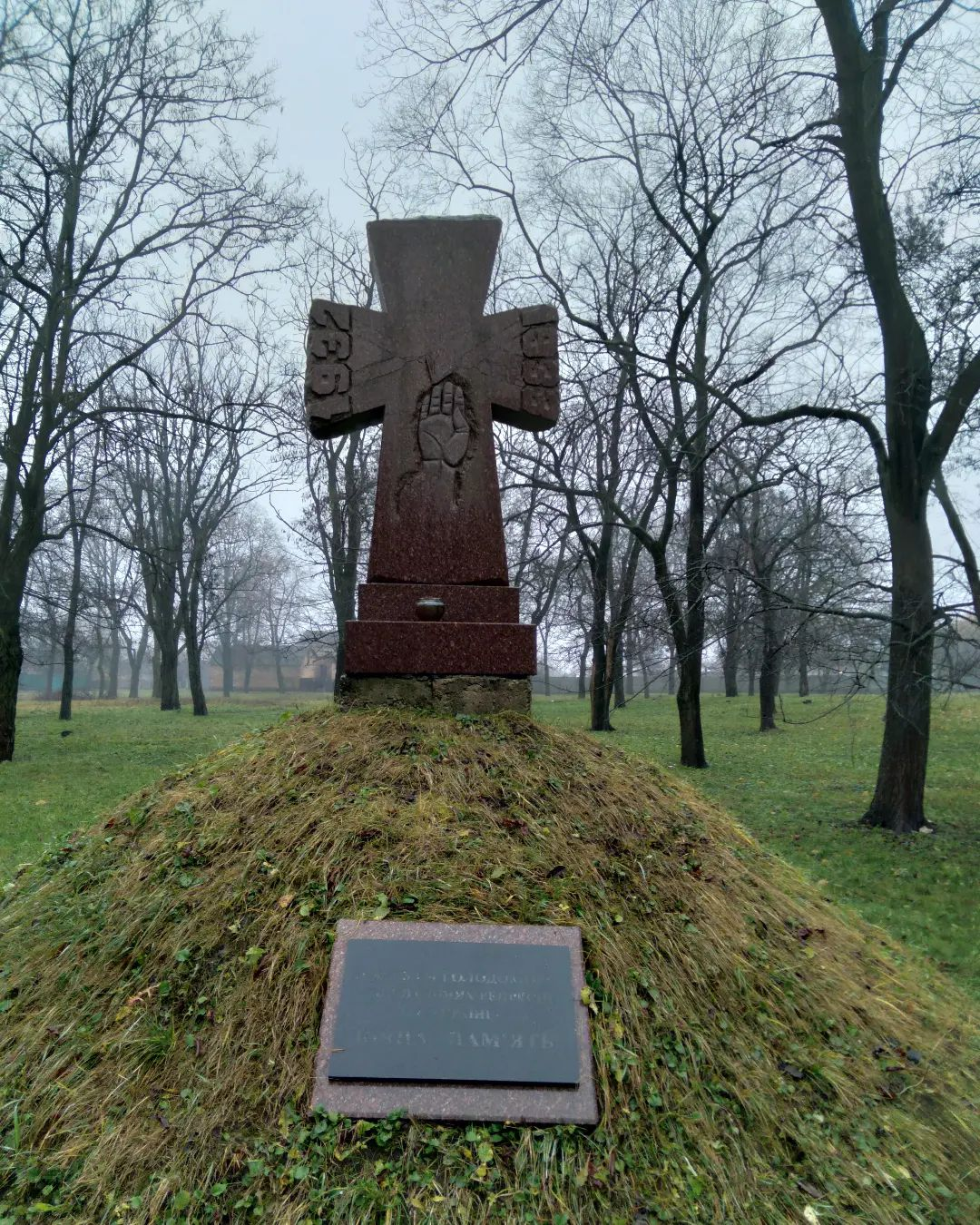
um dos monumentos às vítimas do Holodomor e da repressão soviética estabelecido após a independência da Ucrânia

A industrialização soviética teve início da Ucrânia a partir do final dos anos 1920, o que levou a produção industrial do país a quadruplicar nos anos 1930. O processo impôs um custo elevado ao campesinato, demograficamente a espinha dorsal da nação ucraniana. Para atender a necessidade de maiores suprimentos de alimentos e para financiar a industrialização, Stálin estabeleceu um programa de coletivização da agricultura pelo qual o Estado combinava as terras e rebanhos dos camponeses em fazendas coletivas. O processo era garantido pela atuação dos militares e da polícia soviética(ogpu): os que resistiam eram presos e deportados. Os camponeses viam-se obrigados a lidar com os efeitos devastadores da coletivização sobre a produtividade agrícola e as exigências de quotas de produção ampliadas. Tendo em vista que os integrantes das fazendas coletivas não estavam autorizados a receber grãos até completaram as suas impossíveis quotas de produção, a fome tornou-se generalizada. Este processo histórico, conhecido como Holodomor, levou 7 milhões de pessoas(25% da população ucraniana) a morrer de fome.
Na mesma época, os soviéticos acusaram a elite política e cultural ucraniana de "desvios nacionalistas", quando as políticas de nacionalidades foram revertidas no início dos anos 1930. Duas ondas de expurgos (1929-1934 e 1936-1938) resultaram na eliminação de quatro-quintos da elite cultural da Ucrânia.

## A Segunda Guerra Mundial
Em setembro de 1939, como resultado de cláusulas secretas do pacto de não-agressão assinado em 1939 entre a Alemanha e a URSS, Ucrânia Ocidental, e da Invasão da Polônia pela Alemanha, que destruiu o poderio militar daquele país, ocorreu também a invasão soviética da Polónia, que ampliou o território da Ucrânia.

À esquerda as fronteiras conforme o Pacto Molotov-Ribbentrop. À direita, as fronteiras reais em 1939.

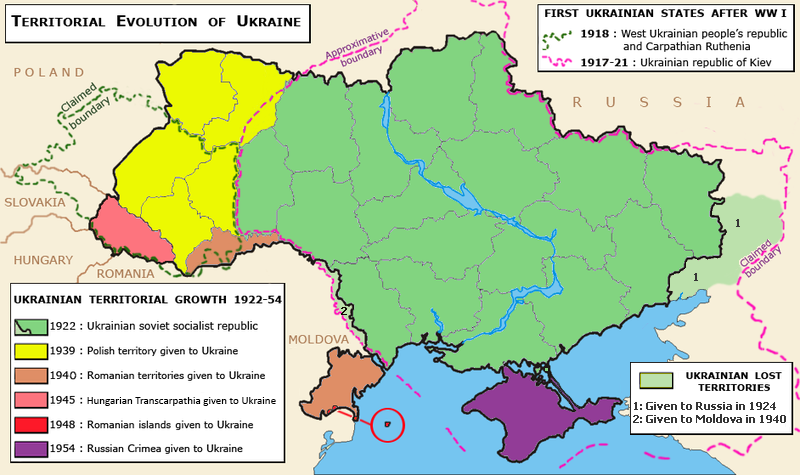
Evolução territorial da Ucrânia 1922–1954.
Volínia ganha da Polônia em 1939;
Transnístria perdida para a Moldávia em 1940;
Transcarpátia ganha da Hungria em 1945;
Ilha das Serpentes ganha da Romênia em 1948;
Crimeia ganha da Rússia em (1954).

Durante a Segunda Guerra Mundial, alguns membros do subterrâneo nacionalista ucraniano lutaram contra nazistas e soviéticos, indistintamente, enquanto que outros colaboravam com ambos os lados. Em 1941, os invasores alemães e seus aliados do Eixo avançaram contra um desesperado Exército Vermelho. No cerco de Kiev, a cidade foi designada pelos soviéticos como "Cidade Heroica" pela feroz resistência do Exército Vermelho e da população local. Mais de 660 000 soldados soviéticos foram capturados ali.
De início, os alemães foram recebidos como libertadores por muitos ucranianos, especialmente na Ucrânia Ocidental, que havia sido ocupada pelos soviéticos apenas em 1939. Entretanto, o controle alemão sobre os territórios ocupados não se preocupou em explorar o descontentamento ucraniano com as políticas soviéticas; ao revés, manteve as fazendas coletivas, executaram uma política de genocídio contra judeus e de deportação para trabalhar na Alemanha. Dessa forma, a maioria da população nos territórios ocupados passou a opor-se aos nazistas.
As perdas totais civis durante a guerra e a ocupação alemã na Ucrânia são estimadas em entre cinco e oito milhões de pessoas, inclusive mais de meio milhão de judeus. Dos onze milhões de soldados soviéticos mortos em batalha, cerca de um-quarto eram ucranianos étnicos.
Com o término da Segunda Guerra Mundial, as fronteiras da Ucrânia soviética foram ampliadas na direção oeste, unindo a maior parte dos ucranianos sob uma única entidade política. A maioria da população não-ucraniana dos territórios anexados foi deportada. Após a guerra, a Ucrânia tornou-se membro das Nações Unidas.

## Anexação da Crimeia
No final de 1953, teve início a construção de um sistema de irrigação levando a água do lago da hidrelétrica de Kakhovka para o norte da Crimeia, para facilitar a administração dessa construção, foi sugerido que a Crimeia passasse a ser parte da RSS da Ucrânia.
Em fevereiro de 1954, Khrushchov, aproveitando também a ocasião das comemorações dos 300 anos do Tratado de Pereiaslav, acatou a sugestão, e a Crimeia deixou de ser parte da República Socialista Federada Soviética da Rússia, para passar a integrar a RSS da Ucrânia.

## Acidente nuclear de Chernobil
Em 26 abril de 1986, ocorreu o acidente nuclear de Chernobil, a 130 km ao norte de Kiev, considerado o mais grave acidente nuclear da história, que afetou fortemente com 600 mil habitantes. Até 1993, a causa de pelo menos 7 000 mortes era atribuídas às elevadas doses de radiação recebida, além disso 135.000 pessoas foram evacuadas. O reator foi revestido com uma camada de concreto de vários metros de espessura, formando uma estrutura apelidada de sarcófago. A nuvem radioativa de Chernobil afetou a Ucrânia, a Bielorrússia, a Rússia, a Polônia e partes da Suécia e da Finlândia. Nos anos seguintes, pesquisadores estrangeiros na área registraram um aumento de casos de câncer e outras doenças associadas à radioatividade.

## Independência
Após 1985, com a subida de Mikhail Gorbachev ao comando da URSS, teve início a Perestroika, e nacionalistas ucranianos e comunistas fundaram o Movimento Popular Ucraniano pela Perestroika (MPUP), que reivindicava uma maior autonomia econômica e política e venceu as eleições legislativas de março de 1990.
Em 16 de julho de 1990, o Soviete Supremo (Parlamento) da Ucrânia proclamou a soberania da república.
Em 24 de agosto de 1991 foi aprovada a Declaração de Independência e foi convocado um plebiscito para ratificá-la, que ocorreu em dezembro de 1991, no qual 90% dos votos foram favoráveis à ratificação, no mesmo dia, Leonid Kravchuk (ex-primeiro-secretário do Partido Comunista da Ucrânia) foi eleito presidente com 60% dos votos.

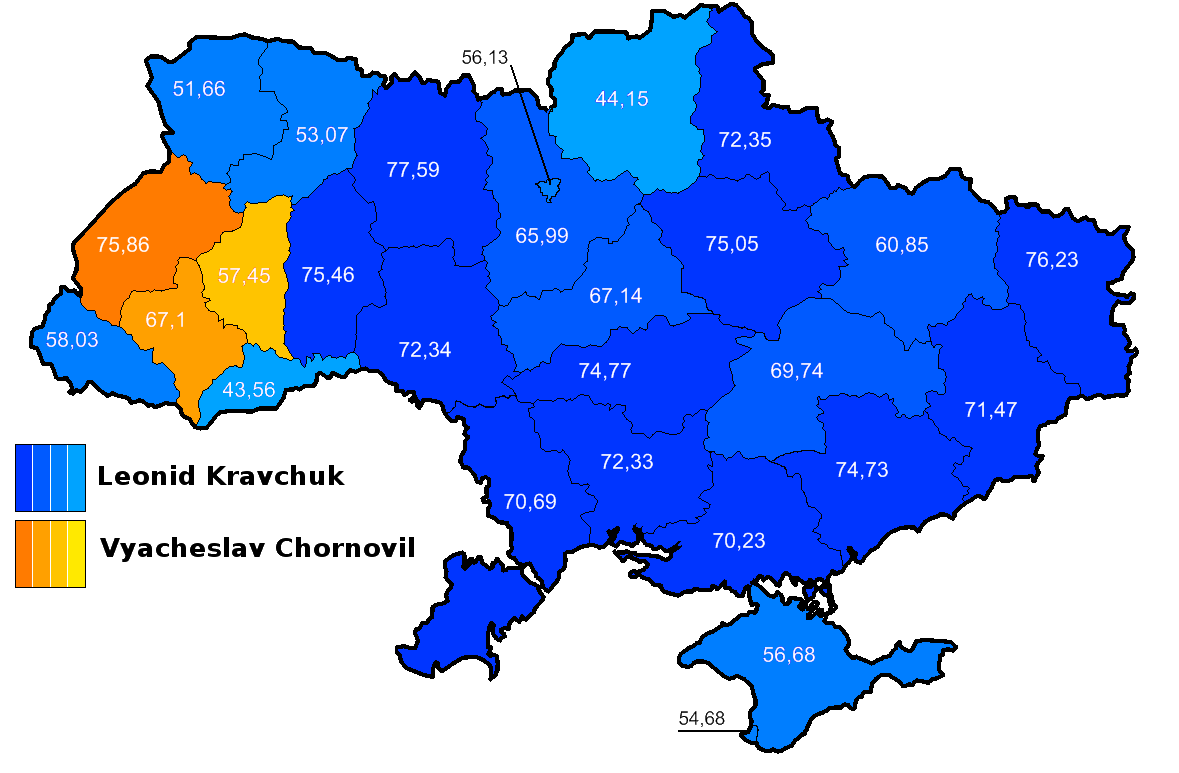
Distribuição de votos das eleições presidenciais da Ucrânia de 1º/12/1991).
Leonid Kravchuk 19.643.481 (61,59%) (azul)
Viacheslav Chornovil 7.420.727 (23.27%) (laranja)

Em 8 de dezembro de 1991, os presidentes da Ucrânia, da Federação Russa e da Bielorrússia declararam o fim da URSS e estabeleceram a Comunidade de Estados Independentes (CEI).
No início de 1992, o governo ucraniano anunciou a liberação de preços, criou uma nova moeda e criou incentivos para o investimento estrangeiro.
Em 5 de maio de 1992, a Crimeia declarou a independência, mas cedeu às pressões de Kiev e cancelou a declaração em troca da concessão de autonomia econômica.
Em junho de 1992, a Rússia cancelou o decreto de 1954, que cedeu a Crimeia para a Ucrânia e exigiu a sua devolução.
Em junho de 1993, a Rada Suprema decidiu que pertenceria à Ucrânia todo o arsenal nuclear da extinta URSS estacionado naquele país e, desse modo, a Ucrânia tornou-se a terceira potência nuclear do mundo. Nessa época de crise econômica, Leonid Kutchma renunciou ao cargo de primeiro-ministro.
Em setembro de 1993, a Ucrânia cedeu à Rússia parte da Frota do Mar Negro correspondente à Ucrânia, como pagamento de dívidas pelo fornecimento de petróleo e gás. Além disso, foi firmado um convênio de cooperação para desmontar poderosos mísseis intercontinentais que a Ucrânia queria manter como garantia contra possíveis projetos expansionistas russos. A oposição denunciou o acordo em Kiev.
Em 26 de junho (1º turno) e 10 de julho de 1994 (2º turno) ocorreram as primeiras eleições presidenciais na era pós soviética, na qual ex-primeiro-ministro Leonid Kutchma derrotou o então presidente Leonid Kravchuk com 52 % dos votos e confirmou a sua intenção de reforçar os laços com a Rússia e ingressar na união econômica da CEI.
Em 1997, Pavlo Lazarenko renunciou ao cargo de primeiro ministro, em meio a denúncias de corrupção, e foi substituído por Valery Pustovoytenko.
Nas eleições parlamentares de março de 1998, o Partido Comunista da Ucrânia ganhou 113 assentos (24,7%), estabelecendo-se, de fato, uma maioria parlamentar para a esquerda e centro-esquerda.

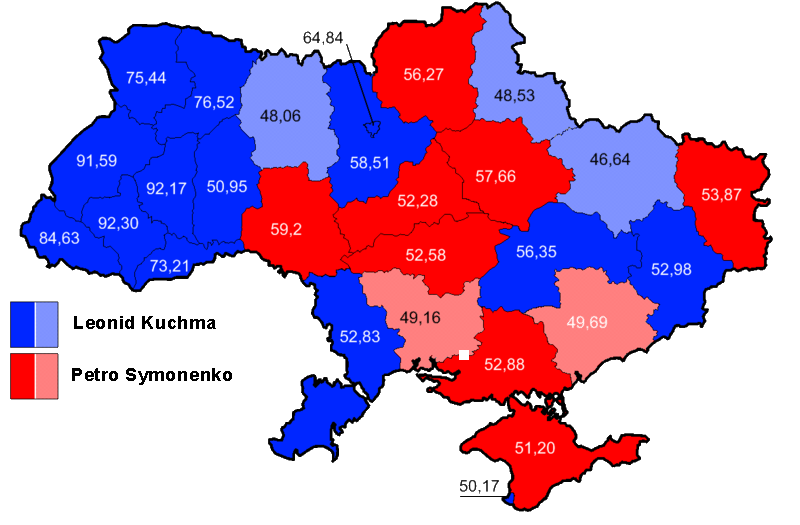
Distribuição de votos no 2º turno das eleições presidenciais da Ucrânia (14/11/1999).
Leonid Kuchma 15.870.722 (57.7%) (azul)
Petro Symonenko 10.665.420 (38.8%) (vermelho)

Em 14 de dezembro de 1999, Kuchma foi reeleito no segundo turno das eleições presidenciais, com 56% dos votos e com a promessa de continuar as reformas de mercado e com a aproximação com o ocidente, e para isso designou Viktor Yushchenko, então chefe do Banco Nacional da Ucrânia, como primeiro-ministro.
Em fevereiro de 2000, Yushchenko promete reestruturar a dívida por meio de uma política fiscal austera e um decidido programa de privatizações.
Em abril de 2000 foi abolida a pena de morte, numa medida de convergência com as diretrizes do Conselho Europeu.
Em abril de 2001, o parlamento substituiu o primeiro-ministro Yushchenko por Anatoly Kinakh.

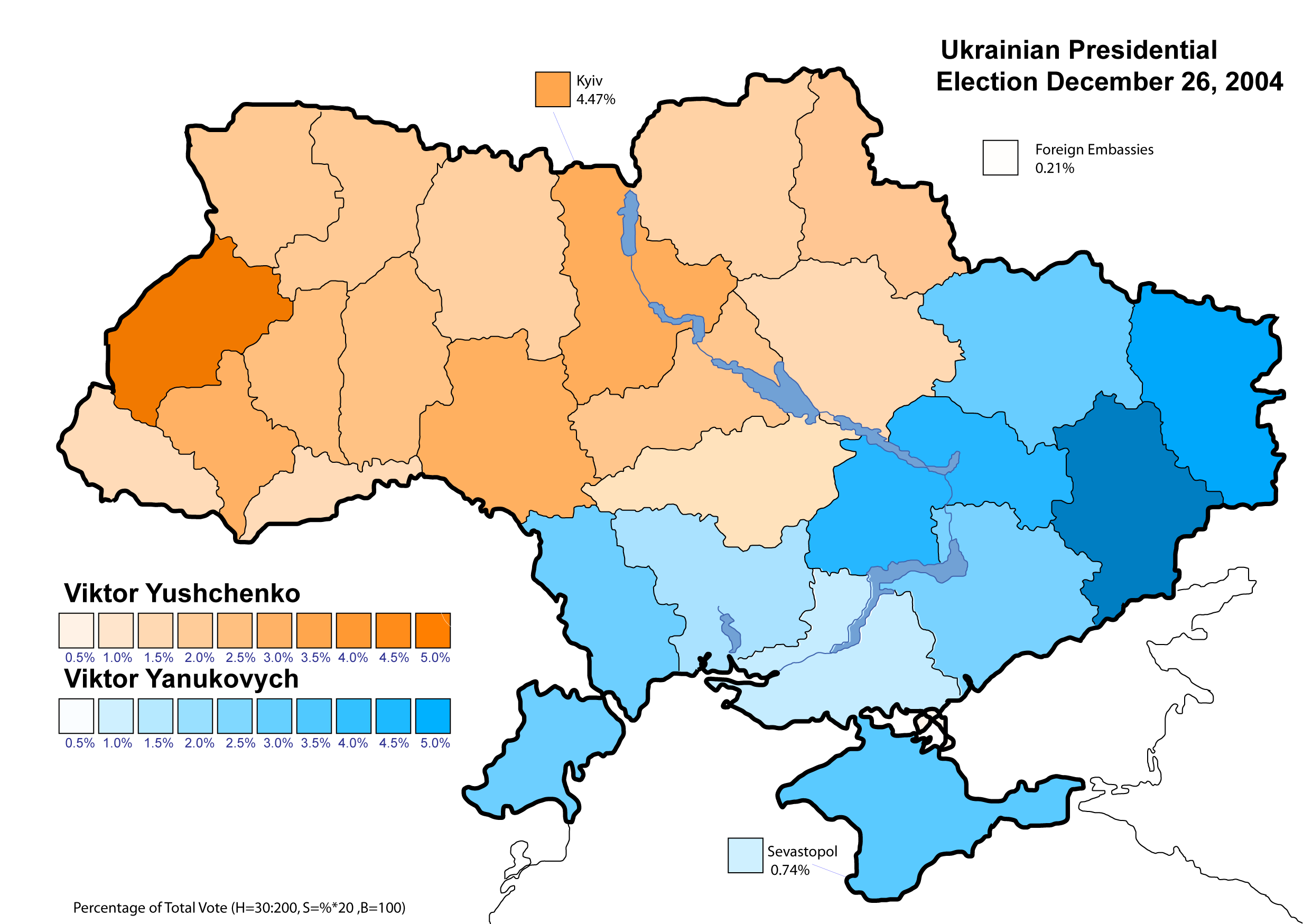
Distribuição de votos no 2º turno das eleições presidenciais da Ucrânia (26/12/2004).
Viktor Yushchenko 15.115.712 (51,99%) (laranja)
Viktor Yanukovych 12.481.266 (44.20%) (azul)

Em novembro de 2004, a Comissão Eleitoral Central da Ucrânia declarou que o candidato pró- russo Víktor Yanukóvytch teria vencido as eleições presidenciais por 49,6% dos votos, mas maioria dos observadores internacionais denunciou irregularidades no processo eleitoral.
Em decorrência de protestos em massa de partidários de Yushchenko (Revolução Laranja), em 3 de dezembro daquele ano, a Suprema Corte declarou inválidos os resultados do segundo turno e determinou uma nova votação em 26 de dezembro de 2004, que foi vencida por Viktor Yushchenko.

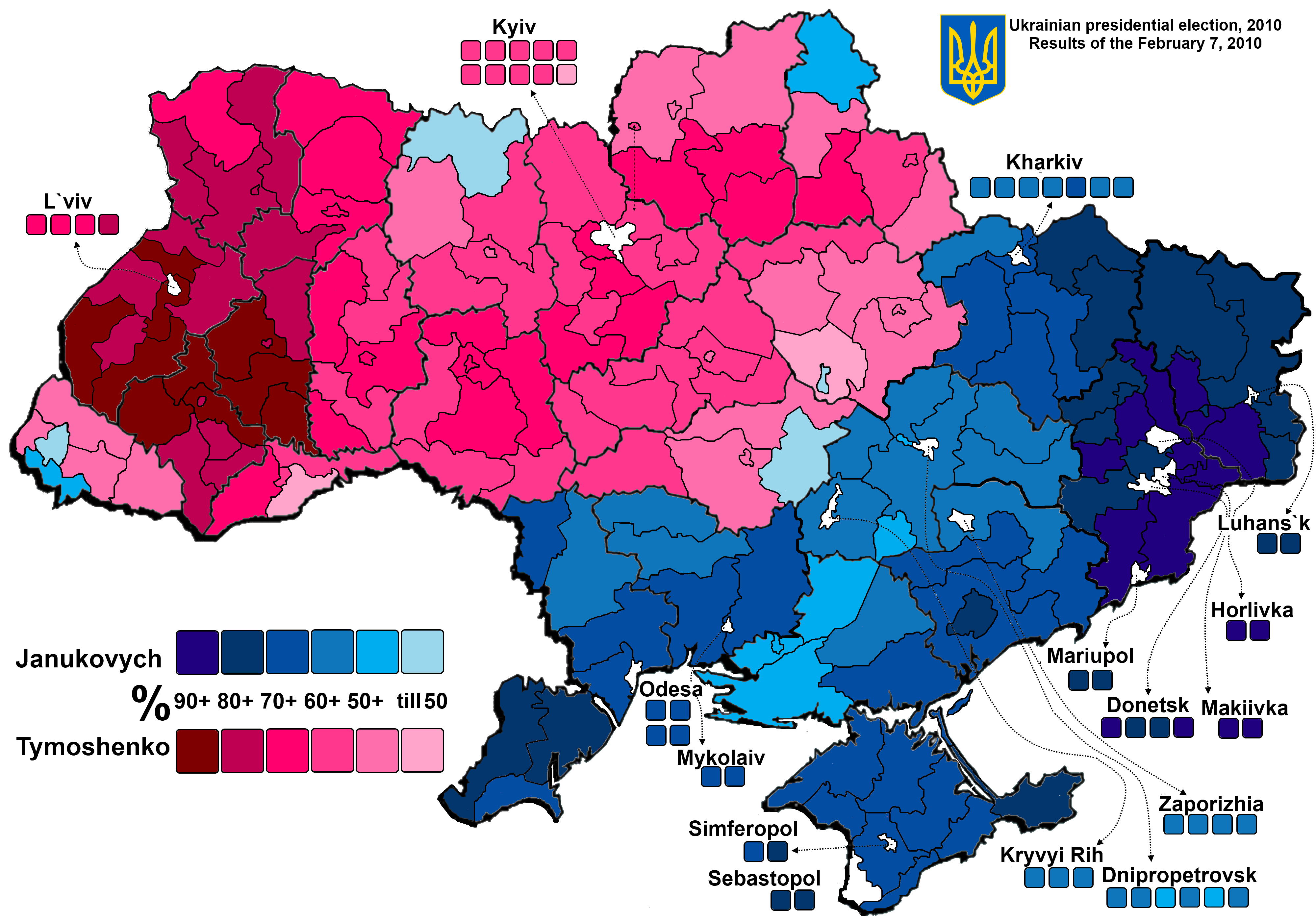
Distribuição de votos no 2º turno das eleições presidenciais da Ucrânia (07/02/2010).
Viktor Yanukovych 12.481.266 (48,95%) (azul)
Yulia Tymoshenko 11.593.357 (45,47%) (laranja)

Em setembro de 2005, a primeira-ministra Yulia Timoshenko foi substituída por Yurii Yekhanurov.
Em janeiro de 2006, a Rússia cortou o fornecimento de gás à Ucrânia, que se recusava a aceitar um aumento de preço de 460%. Para as autoridades ucranianas, o aumento seria uma retaliação por tentativas para se tornar mais independente de Moscou e desenvolver laços mais estreitos com a Europa.
Em março de 2006 foram realizadas eleições parlamentares, nas quais o Partido das Regiões, liderado por Víktor Yanukóvytch conquistou 186 assentos de um total de 450. Em segundo lugar ficou o "Bloco Timoshenko", com 129 assentos, enquanto que o Nossa Ucrânia, liderado por Yushchenko, obteve apenas 81 assentos. Em agosto, Víktor Yanukóvytch foi nomeado como primeiro-ministro, à frente de uma coalizão pró-Rússia.
Em 2013, o presidente Viktor Yanukovych rejeitou um acordo a muito negociado com a União Europeia e preferiu uma reaproximação política e econômica com a Rússia. A população ucraniana, contudo, especialmente aquela concentrada no oeste, favorecia melhores relações com o Ocidente em detrimento de Moscou. O resultado foi uma série de protestos em Kiev e outras partes do país que ficou conhecido como Euromaidan e a Revolução Ucraniana de 2014. Com uma grave crise política se estendendo, o Parlamento votou por remover Yanukovych do poder, que buscou exílio na Rússia.

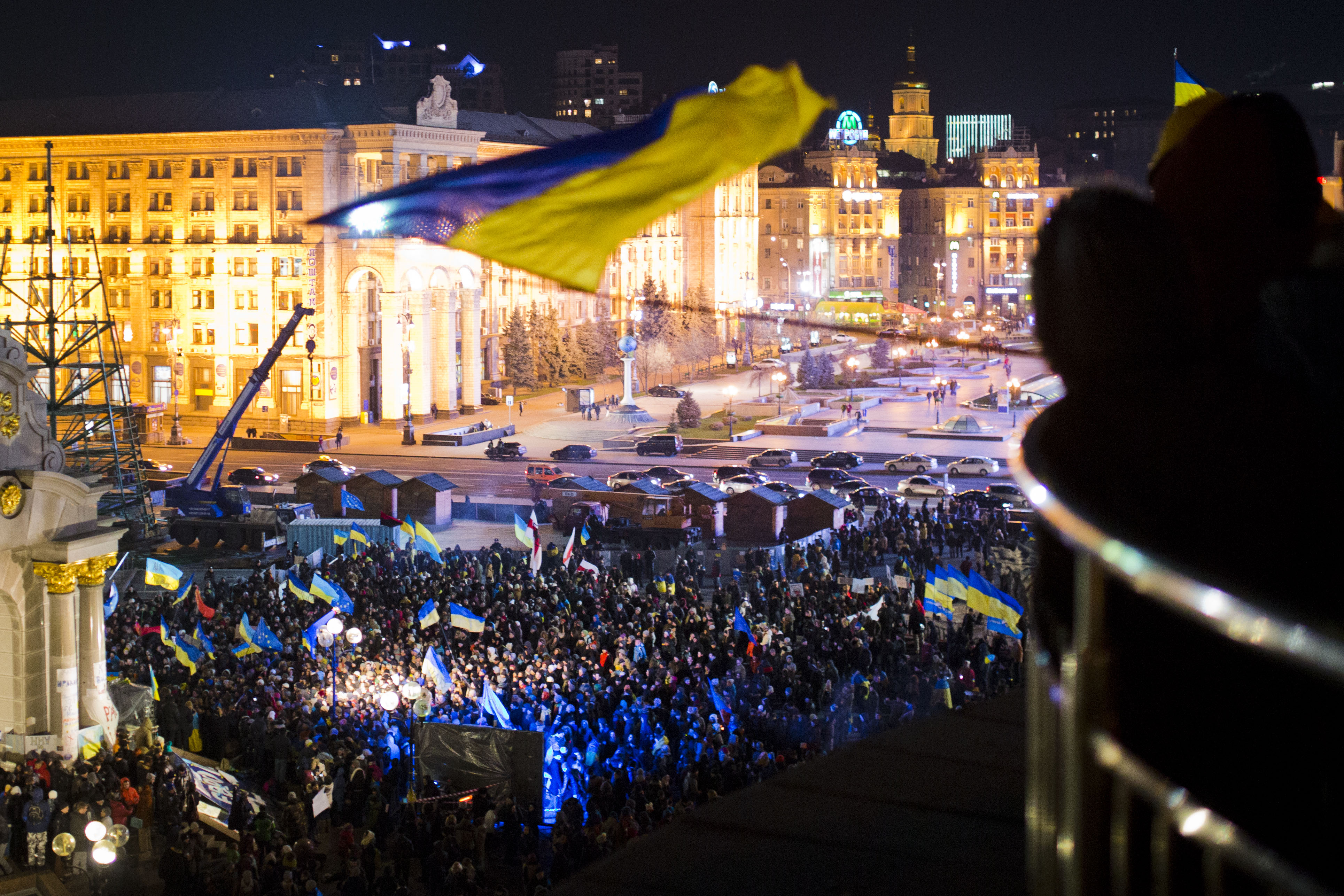
Manifestantes pró-Ocidente durante o Euromaidan em 2014.

Aproveitando-se do caos na Ucrânia após o Euromaidan, o governo russo ordenou uma invasão militar da Crimeia e formalmente anexou a região ao seu território. A comunidade internacional não reconheceu essa ação e impôs sanções contra a Rússia. Instigados por Moscou e com a instabilidade no oeste, boa parte das regiões leste e no sul da Ucrânia começou a ver grandes protestos pró-Rússia e em favor do presidente Yanukovych. A crise escalou ainda mais quando duas regiões no leste declararam independência, se auto proclamando como a República Popular de Donetsk e a República Popular de Lugansk. O governo ucraniano respondeu, não reconhecendo as regiões separatistas e mandando tropas para apaziguar a situação. O resultado disso foi o início de uma violenta guerra civil na área de Donbas. A Ucrânia, ainda sofrendo com o rescaldo dos protestos e em crise econômica, não conseguiu sufocar a rebelião, que chegou a matar mais de nove mil pessoas até 2016.

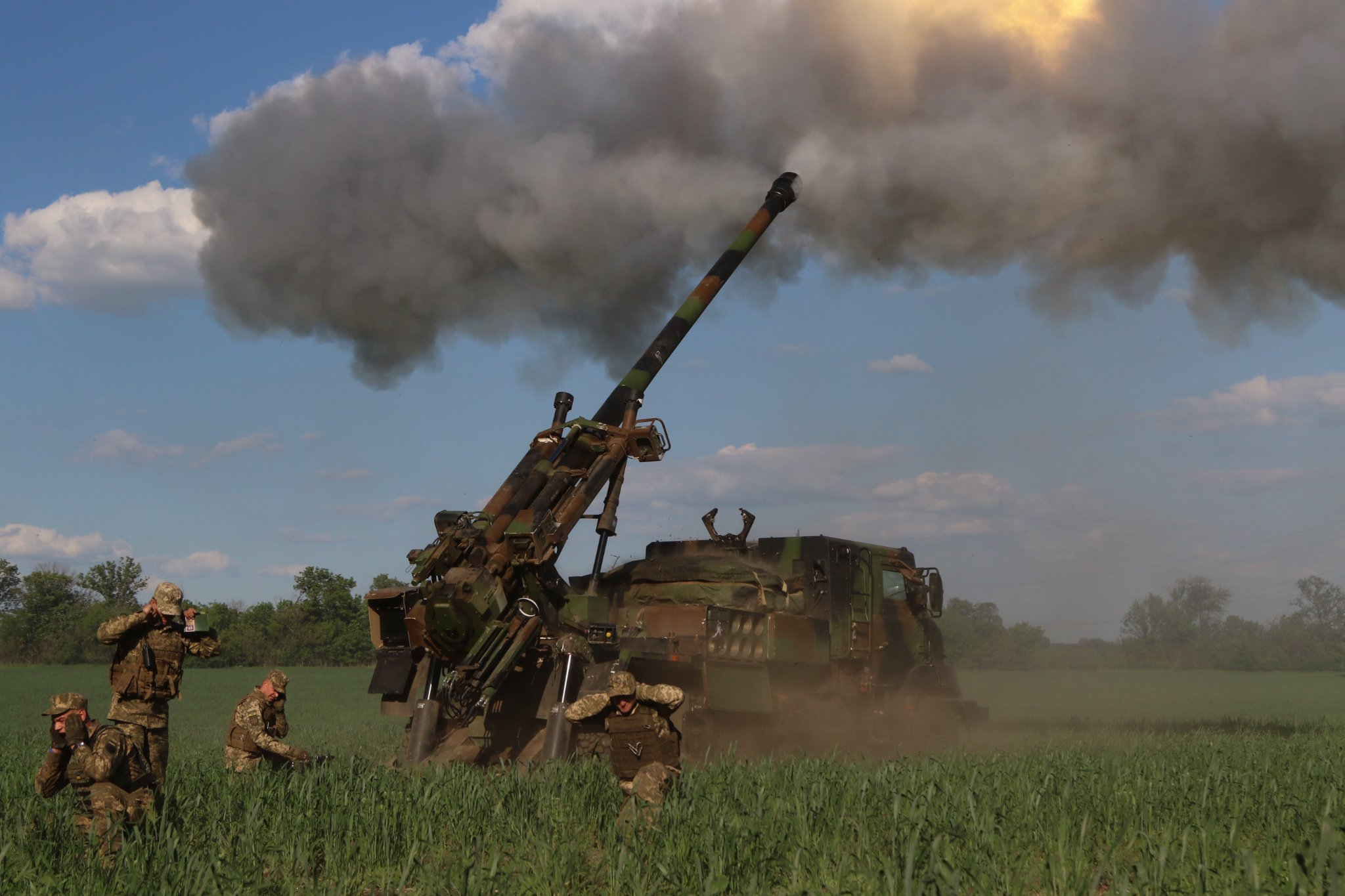
Tropas do exército ucraniano, utilizando armas fornecidas pelo Ocidente, lutando contra a Rússia em 2022.

A partir de 2016, o conflito em Donbas desacelerou e uma série de cessar-fogo foram firmados, sendo desrespeitados pontualmente por ambos os lados. Em 2021, a Rússia começou a mobilizar tropas na fronteira ucraniana, iniciando uma enorme crise na região. Em fevereiro de 2022, as forças armadas russas iniciaram uma invasão em larga escala da Ucrânia. O conflito entre as duas nações se arrastou e se transformou numa violenta e sangrenta guerra de atrito, deixando milhares de mortos e cidades ucranianas em ruinas.